# 萬丈布
萬丈布是香港大嶼山一個地方，位於石壁和羌山之西，屬於南大嶼郊野公園的範圍。
萬丈布原稱水澇漕，因該處的溪澗看來像萬丈長的銀布，因而得名。
漁農自然護理署在該處設有「萬丈布營地」，佔地2公頃，提供5個營位。附近建有慈興寺。
萬丈布於1980年2月5日被劃定為具特殊科學價值地點，面積29.2公頃，其特色是有一些如小葉厚皮香的有趣植物。